# 1,1-二氯乙烷
1,1-二氯乙烷（英語：1,1-Dichloroethane），也叫偏二氯乙烷，是一种氯化烃。无色油状液体，有类似氯仿的气味。不易溶于水，但能与大多数有机溶剂混溶。
大量生产1,1-二氯乙烷，在美国年产量超过100万磅。主要用作化学合成的原料，主要是1,1,1-三氯乙烷。它还用作塑料、油和脂肪的溶剂、脱脂剂、杀虫喷雾剂、卤代甲烷灭火器和橡胶胶凝剂中的熏蒸剂。用于制造耐高真空橡胶和提取对温度敏感的物质。在400–500°C和10MPa下热裂解产生氯乙烯。过去，1,1-二氯乙烷被用作手术吸入麻醉剂。

## 安全性
自1990年以来，1,1-二氯乙烷一直被列入加州65号提案的已知致癌物清单。
在大气中，1,1-二氯乙烷的分解半衰期为62天，主要是通过光解产生的羟基自由基的反应。